# Bracha L. Ettinger
 (janvier 2022).
 (juin 2024).
Pour les articles homonymes, voir Ettinger.
Bracha Lichtenberg Ettinger est une artiste peintre, philosophe et psychanalyste israélienne, née à Tel Aviv le 23 mars 1948,,. Elle s'installe à Paris en 1981, et travaille entre Paris et Tel Aviv. Elle a inventé et développé le concept d'espace matriciel (ou matrixiel, matrixial / matricial space) depuis 1985,,,,,.
Bracha L. Ettinger est titulaire d'une maîtrise ès arts en psychologie clinique obtenue à l'université hébraïque de Jérusalem, d'un doctorat en philosophie de l'art à l'université Paris-VIII en 1996 et un DEA en psychanalyse à l'université Paris-Diderot (Paris-VII) en 1986. 
Psychologue clinicienne (Université de Jérusalem, puis Tavistock Clinic à Londres), elle suit une série de formations, avec Ronald Laing, Piera Aulagnier, Françoise Dolto, Pierre Fédida et Jacques-Alain Miller entre autres. Elle devient théoricienne et psychanalyste (membre de la Nouvelle École lacanienne (NLS-New Jacques Lacan école, de l'Association mondiale de psychanalyse, et du TAICP (Tel Aviv Institute for Contemporary Psychoanalysis). Elle est membre active du PHR-Israël (Physicians for Human Rights).
Le journal scientifique Theory Culture and Society consacre à son travail une section spéciale en 2004.
L'œuvre d'Ettinger intègre la peinture, le dessin, la photographie, les « conversations », l'écrit et la vidéo-art. En 2011, deux monographies sont consacrées à son œuvre d'artiste : Bracha L. Ettinger: Art as Compassion (ed. Catherine de Zegher et Griselda Pollock) et Le Cabinet de Bracha (ed. Patrick le Noene). [réf. souhaitée]
Elle est reconnue pour sa théorie sur la matrice (matrix), le matriciel (matrixiel), l'« espace-de-bord matriciel » féminin (le maternel, la grossesse, la prématernelle, le prénatal, la différence sexuelle), la trans-subjectivité, et « l'Eros féminine-maternel-matrixiel de bordureliance».

## Œuvres

### Expositions personnelles
- 1987, Centre Pompidou, Paris
- 1988, Musée des beaux-arts et de la dentelle de Calais
- 1990, Institut Goethe, Paris
- 1992, Le Nouveau Musée, IAC - Institut d'art contemporain, Villeurbanne
- 1993, The Russian Ethnography Museum, Saint-Pétersbourg
- 1993, Galerie d'Art Contemporain du Centre Saint-Vincent, Herblay
- 1993, Museum of Modern Art (MOMA), Oxford[pas clair]
- 1994, Kanaal Art Fondation, Béguinage, Courtrai
- 1994, Leeds Metropolitan University Gallery, Leeds
- 1995, Israel Museum, Jérusalem
- 1996, « Doctor and Patient. Bracha L. Ettinger & Sergei "Africa" Bugayev, Musée d'art de Pori, Finlande
- 2000, Palais des beaux-arts de Bruxelles
- 2001, Drawing Center, New-York
- 2003, La librairie[pas clair], Les Abattoirs, Toulouse
- 2003, Gerwood Gallery, Oxford University
- 2009, Kuvataideakatemia - Finnish Academy of Art, Helsinki
- 2009, Freud Museum, Londres
- 2010, «Alma Matrix. Bracha L. Ettinger & Ria Verhaeghe», Fundació Antoni Tàpies, Barcelone
- 2011, «Le cabinet de Bracha», Musée des Beaux-Arts d'Angers
- 2013, Museum of the City of St. Petersburg at Peter and Paul Fortress: Ioannovsky Ravelin Museum. «Memory Post 1. Bracha Lichtenberg Ettinger». St. Petersburg
- 2013, Freud Dream Museum. «Memory Post 2. Bracha Lichtenberg Ettinger». St. Petersburg
- 2015, Galería Polivalente in Guanajuato.«Bracha L. Ettinger: Medusa – Eurydice». Universidad de Guanajuato, Mexico.
- 2017, Silesian Museum (Muzeum Śląskie w Katowicach), Bracha: Eurydice - Pieta. Katowice.
- 2018, Anderson Gallery. «BRACHA: Pieta - Eurydice - Medusa». University at Buffalo, NY.
- 2022, Andrew Kreps Gallery, NY
- 2021, «Bracha's Notebooks», Castello di Rivoli, Rivoli, Italy
- 2024 «Bracha Lichtenberg Ettinger: Eurydice - Kaddish - Pieta». Centre Pompidou, Paris

### Publications
- (en) « Diotima and the Matrixial Transference: Psychoanalytical Encounter-Event as Pregnancy in Beauty », dans Hein Viljoen, Beyond the threshold : Explorations of liminality in literature, New York, Peter Lang, 2007, 272 p. (ISBN 978-1-4331-0002-4, présentation en ligne).
- (en) « From Proto-ethical Compassion to Responsibility: Besideness, and the three Primal Mother-Phantasies of Not-enoughness, Devouring and Abandonment », Athena: Philosophical Studies, Vilnius: Versus, no 2,‎ 2006 (ISSN 1822-5047, lire en ligne).
- (en) « Com-passionate Co-response-ability, Initiation in Jointness, and the link x of Matrixial Virtuality », dans Sofie Loo, Gorge(l) oppression and relief in art [« beklemming en verademing in kunst »] (trad. de l'anglais), Anvers, Koninklijk Museum voor Schone Kunsten Gynaika, 2006, 138 p. (ISBN 90-76979-35-9).
- (en) « Gaze-and-touching the Not Enough Mother », dans Catherine de Zegher, Eva Hesse Drawing, NY/New Haven, The Drawing Center/Yale University Press, 2006 (ISBN 0-300-11618-7).
- (en) « Matrixial Trans-subjectivity », Theory Culture and Society, vol. 23, nos 2-3,‎ mai 2006 (ISSN 0263-2764).
- (en) « Art and Healing Matrixial Transference Between the Aesthetical and the Ethical », dans ARS 06 Biennale, Helsinki, Kiasma Museum of Contemporary Art, 2006.

### Expositions collectives
- 1984, Prix de peinture Jeanne-Gatineau, Galerie Mansart, Bibliothèque nationale, Paris
- 1984, 16e Festival international de la peinture, Château-Musée, Cagnes-sur-Mer
- 1984, Neue Kunst in der Philharmonie, Berliner Philharmonisches Orchester, Berlin
- 1985, « Dix jeunes pour demain », Maison de la Culture, Amiens
- 1985, « Émergence », Entrepôt Lainé, Bordeaux
- 1986, « Kulture 90 », Jagenberg-Gelände, Düsseldorf
- 1986, « Matière et Mémoire : Bracha Ettinger, William MacKendree », Galerie Isy Brachot, Paris
- 1986, « Carte blanche à Marcelin Pleynet », Galerie Façade, Paris
- 1987, Échange culturel franco-danois, Kvinde Museum, Aarhus, Danemark
- 1987, Collection de la Fondation Camille, Musée Sainte-Croix, Poitiers
- 1987, Collection de la Fondation Camille, Frau Museum, Bonn
- 1989, Biennale internationale jeune peinture, Ville de Cannes et Musée d'art de Gérone, Espagne
- 1990, «Feminine Presence», Tel Aviv Museum of Art, Tel Aviv
- 1991, «Israeli Art Now», Tel Aviv Museum of Art
- 1992, «Routes of Wandering», Israel Museum, Jérusalem
- 1996, « nside the Visible», Whitechapel Gallery, Londres
- 1997, «Inside the Visible», National Museum of Women in the Arts, Washington
- 1997, «Inside the Visible», Institute of Contemporary Art (ICA), Boston
- 1997, «Oh Mama» , Museum for Israeli Art, Ramat-Gan
- 1997, «Inside the Visible», Art Gallery of Western Australia, Perth, Australie
- 1996-1997, «Face à l'Histoire», Centre Pompidou, Paris
- 1997, «Kabinet», Stedelijk Museum, Amsterdam
- 1998, Haifa Museum & Theater Women Artists in Israeli Art (The Ninties)
- 1999, «Voices from Here and There (Mar'ee Makom, Mar'ee Adam», Israel Museum, Jérusalem
- 1999, «La Mémoire», Villa Médicis, Rome
- 2003, «Aletheia», Gothenburg Museum of Art, Göteborg, Suède
- 2006, «ARS 06 Biennale», Kiasma Museum of Contemporary Art, Helsinki
- 2006-2007, « Gorge(l) », Musée royal des beaux-arts d'Anvers
- 2008, «Eventually we'll Die - Young Art of the Ninties», Herzliya Museum of Contemporary Art, Herzliya
- 2011, «elles@centrepompidou», Centre Pompidou, Paris
- 2013-14,« In the Heart of the Country: The collection of the Museum of Modern Art in Warsaw».  Muzeum Sztuki Nowoczesnej w Warszawie.
- 2015, «14th Biennial», Istanbul
- 2017, «Encounters / Ontmoetingen»,  MAS/KMSKA, Antwerpe
- 2017, «Colori». GAM, Turin
- 2017, «The Image of War». Bonnier Konsthall, Stockholm
- 2017-2018, «The Human Condition [Part III: The Haunted House]». Ekaterina Institute, Moscow
- 2018-2019, Kochi-Muziris Biennale. India
- 2019, «Doing Deculturalization». Museion Bozen/Bolzano
- 2020-2021, «Psychic Wounds: On Art & Trauma». The Warehouse. Dallas
- 2022, «Espressioni—Con-frazioni». Castello di Rivoli, Turin

- 2023, «Artists in a Time of War». Castello di Rivoli, Turin
- 2024, «Itinéraires Fantômes», Capc Musée d'art contemporain, Bordeaux

## Annexe